# Allotopus rosenbergi
Allotopus rosenbergi is een keversoort uit de familie vliegende herten (Lucanidae). De wetenschappelijke naam van de soort is voor het eerst geldig gepubliceerd in 1872 door Snellen van Vollenvoven in Parry.